# ComScore
La ComScore è una società di ricerca via internet in grado di fornire servizi e dati per il marketing in diversi settori commerciali del web.
La comScore tiene un monitoraggio costante di tutti i flussi dati che appaiono in internet per studiare il comportamento della "rete". Venne fondata a Reston nell'agosto 1999 da Gian Fulgoni e Magid Abraham.
È inoltre una potente industria leader di settore, che contribuisce alla produzione di  mercato digitale diversificato, utilizzando statistiche comportamentali e di indagine per aiutare i clienti a trarre profitto dalla rapida evoluzione del mondo web.
La ComScore fornisce soluzioni personalizzate online nell'e-commerce, nella pubblicità, nella ricerca, nei video e nel campo mobile. Offre inoltre analisi dedicate al marketing digitale.
Diverse agenzie pubblicitarie, editori, addetti al marketing e analisti finanziari si appoggiano alla ComScore per individuare soluzioni per la vendita, il marketing, e per lo sviluppo di prodotti e strategie di trading. Nel 2007 il World Economic Forum la considera una delle 47 imprese più innovative al mondo. Nel 2009 riceve il premio Chicago Innovation Awards.